# Olivier Weber
Olivier Weber (Montluçon, 12 giugno 1958) è uno scrittore e giornalista francese.

## Biografia
Weber è conosciuto soprattutto per i suoi lavori con la rivista francese Le Point. È stato per 25 anni corrispondente di guerra e inviato speciale per Liberation, Sunday Times, Guardian, Nice-Matin e Le Point in Eritrea, Cambogia, Afghanistan, Kurdistan, Sudan, Ciad, Iraq, Iran, Thailandia, Armenia, Cina, Sahara Occidentale, Russia, Romania, Pakistan, Kosovo, Sri Lanka, Algeria, Kashmir, Israele, territori palestinesi, Timor Est, Birmania, ecc.

## Gli anni di guerriglia
Assistente professore presso l'Institut d'Etudes Politiques de Paris, ha iniziato la sua carriera nel giornalismo in California. Poi fu inviato in Africa per il quotidiano francese Liberation, per coprire più guerre e conflitti. Si è unito al settimanale francese Le Point come giornalista e in seguito è stato nominato corrispondente estero. Come corrispondente di guerra, ha viaggiato con decine di guerriglieri e dei movimenti armati. Ha ricoperto una ventina di guerre e conflitti, tra cui guerre e conflitti armati in Afghanistan, Iraq, Myanmar, Kurdistan, Cecenia, Israele, Territori palestinesi, Ciad, Pakistan, Kashmir, Algeria, Iran, Armenia, Russia, Kosovo, Sri Lanka, Sahara Occidentale, Timor Est, e l'Eritrea.
Il suo stile di scrittore a volte paragonata a quella di Conrad e Cendrars. Ha girato il mondo, dagli Stati Uniti alla Cina e dall'Africa verso l'Oriente, che divenne la sua passione. Ha portato da questi viaggi e soggiorni diverse storie, inchieste e romanzi, tra cui Dragon Hunters: viaggio Opiomistan e la morte bianca sul mondo dei trafficanti di droga.

## Lo scrittore impegnato
Scrittore impegnato, Olivier Weber ha scritto su un sacco di cause perse e delle popolazioni indigene. Ha difeso in particolare la resistenza del Sud Sudan e ha denunciato la schiavitù dei bambini sudanesi.
Ha partecipato alle operazioni di salvataggio dei boat people, nel Mar della Cina, con i volontari della ONG Medici internazionali del mondo. Ha anche difeso i mujaheddin afghani durante la guerra contro l'esercito sovietico e poi contro il regime filo commuunist di Najibullah e aveva viaggiato diverse volte con i ribelli e il comandante Massoud. Dopo aver criticato il regime dei talebani, fu espulso dalla Afghanistan dalle milizie di Mollah Umar.
La sua denuncia del traffico di esseri umani da parte delle Tigri Tamil dello Sri Lanka e lo smaltimento dei loro prigionieri, dopo diversi viaggi al cespuglio, lo ha portato nuove minacce. L'aereo doveva prendere da Jaffna a Colombo è stato deliberatamente abbattuto dai caccia del movimento armato. A seguito di una spedizione con uno dei guerriglieri birmani, ha incontrato segretamente a Rangoon la leader dell'opposizione Aung San Suu Kyi.
Dopo aver vinto il premio Joseph Kessel Prize, è stato nominato presidente del premio nel 2001.
Nell'agosto del 2001, si è recato in Asia centrale per lanciare una missione umanitaria nella valle del Panjshir e portare a Ahmad Shah Massoud bozze del suo libro The Hawk afghano. Pochi giorni dopo, il 9 settembre del 2001, due giorni prima degli attacchi al World Trade Center, il Leone del Panshir fu assassinato da due terroristi di Al Qaeda. Olivier Weber era quello di partecipare al suo funerale, quando i talebani ha lanciato una grande offensiva. La sua testimonianza e la sua denuncia del regime talebano e l'ascesa di Al Qaeda in Afghanistan, Pakistan e Asia centrale gli hanno guadagnato minacce di morte. Ha pubblicato diversi libri su Asia centrale e la via della seta: la grande festa d'Oriente, The Hawk afgano: un viaggio verso la terra dei talebani, Memory assassinato, Strada di droghe, Morte Bianca.
Ha denunciato l'impunità dei Khmer rossi in montagna della Cambogia occidentale, dopo l'incontro con i leader del movimento sotterraneo Ieng Sary e Khieu Samphan, entrambi ex deputati di Pol Pot.
Nel maggio 2009, ha presentato il Premio Joseph Kessel allo scrittore e membro dell'Accademia di Francia Erik Orsenna per la sua lotta per l'acqua e il suo ultimo libro.
Il film del suo libro maledetto per l'oro, un diario di viaggio sulla tratta di esseri umani in Amazzonia e altri traffici legati alla deforestazione e il massacro dei nativi americani, è stato oggetto di stampa notevole ed è stato descritto come testimone in vena di incubo di Darwin e Blood Diamond.
Il suo saggio su Joseph Kessel, "Kessel, The Nomad Eterna", mette in evidenza l'impegno del giornalista e membro dell'Accademia di Francia.
È membro della giuria del premio Albert Londres. Autore e scrittore di documentari, è anche direttore della collana "Scrittori viaggiatori".

## L'ambasciatore
Olivier Weber è stato nominato nel 2008 per essere ambasciatore di Francia in generale, responsabile del traffico di esseri umani e dei diritti umani. Ha fatto diverse decine di missioni per questa attività in Asia, Africa, America Centrale, Medio Oriente, e gli avvocati presso la tribuna delle Nazioni Unite principalmente sul traffico di esseri umani, bambini soldato, la lotta contro la droga, la società civile e dei diritti umani.
È docente presso l'Istituto di Studi Politici di Parigi, dove insegna la guerriglia. Ha completato 1983-2011 ricerche più di 20 terreno come osservatore guerra in paesi come l'Afghanistan, l'Iraq, l'Algeria, la Siria, Erytrea, Sudan, Iran, Sri Lanka, l'Azerbaigian, Tagikistan.
Ha ricevuto numerosi premi e riconoscimenti della letteratura e del giornalismo, tra cui il prestigioso premio Albert Londres, considerato il premio Pulitzer francesi, per i suoi articoli e relazioni. È membro del comitato di selezione per i premi di letteratura e membro della Société des Explorateurs Français.

## Opere

### Romanzi e sagg
- Ma vie avec Gérard de Nerval, Gallimard, 2024.
- Dictionnaire amoureux de l'aventure, Plon, 2024.
- Dans l'oeil de l'archange, Calmann-Lévy, 2023.
- Au Royaume de la lumière, Un voyage en Himalaya, Plon -Terre Humaine, 2021
- Jack London, l'appel du grand ailleurs,  Paulsen (2016)
- Frontières, Paulsen (2016)
- L'Enchantement du monde, Flammarion (2015)
- La Confession de Massoud (Flammarion, 2013)
- Les Impunis (Robert Laffont, 2013)
- Conrad, le voyageur de l'inquiétude (Flammarion-Arthaud, 2011)
- Le Barbaresque (Flammarion, 2011)
- J'aurai de l'or (Robert Laffont, 2008)
- Le Tibet est-il une cause perdue?, Larousse, 2008
- La mort blanche (Albin Michel, 2007)
- Sur les routes de la soie (con Reza, Hoëbeke, 2007
- Kessel, le nomade éternel (Arthaud, 2006)
- La Lettera rossa ( La bataille des anges) (Piemme, 2007)
- Le Grand festin de l'Orient (Robert Laffont, 2004)
- Routes de la soie (Mille et une nuits, 2004)
- Je suis de nulle part : sur les traces d'Ella Maillart, Éditions Payot, 2003
- Humanitaires (Le Félin, 2002)
- La mémoire assassinée (Mille et Une Nuits, 2001)
- Le faucon afghan : un voyage au pays des talibans (Robert Laffont, 2001)
- On ne se tue pas pour une femme (Plon, 2000)
- Les enfants esclaves (Mille et une nuits, 1999)
- Lucien Bodard, un aventurier dans le siècle (Plon, 1997)
- La route de la drogue (Arléa, 1996 - réédité sous le nom de Chasseurs de dragons : voyage en Opiomie (Payot), 2000)
- French doctors : L'épopée des hommes et des femmes qui ont inventé la médecine humanitaire (Robert Laffont, 1995)
- Voyage au pays de toutes les Russies (Éditions Quai Voltaire, 1992)

## Premi letterari e onorificenze
- Premio Lazareff 1991
- Premio Albert Londres 1992
- Premio speciale di corrispondenti di guerra Ouest-France 1997
- Secondo Premio di corrispondenti di guerra 1997
- Premio Joseph Kessel 1998
- Premio Mumm 1999
- Premio de l'aventure 1999
- Laureato della Fondation Journaliste demain
- Premio du  Festival international des programmes audiovisuels (archiviato dall'url originale il 1º aprile 2007) 2001
- Laureate di Audiovisual 2001
- Premio Louis Pauwels 2002
- Premio speciale du  Festival international de grand reportage d'actualités 2003
- Premio del Pubblico del  Festival international de grand reportage d'actualités 2003
- Premio Cabourg 2004
- Premio de la Academia de Vichy 2005
- Trofeo della Adventure per il film ,
- Laureate della borsa di studio "Scrittori Stendhal", 2001 e il 2005[3].
- Trofeo della Adventure per il film La Fièvre de l'or (Maledetto per l'oro),tratto dal suo libro Che avrà oro su Amazonia 2008 2008[4].
- Cavaliere della Légion d'honneur 2009[5]
- Premio Terra Festival 2010[6]
- Premio Amerigo Vespucci 2011[7]
- Premio romanzieri 2016
- Premio Libro Europeo e Mediterraneo 2017
- Premio Pierre Loti, 2023.

## Filmografia
Olivier Weber è l'autore, regista e sceneggiatore di diversi film per la televisione e il teatro, in particolare sui viaggi e sugli scrittori.
- Documentario: Sudan: The Children Slave, France 2, 1998
- Documentario: The Opium di talebani, canali francesi e teatri, 2001, Premio Speciale della FIPA
- Documentario: Return to Cambodia, France 5, 2002 ·.
- Documentario: Sulla strada di Ganga, Arte 2003, Premio del Pubblico di FIGRA e Premio di immagine di FIGRA
- Documentario: Sulla strada del Nilo, France 5, 2007
- Documentario: Il Popolo di Opium, Canal Plus 2007
- Documentario: Maledetto per l'oro, Canal Plus e France 2, nelle sale francesi nel mese di ottobre 2008
- Documentario: sangue pietre preziose rosse, France 2, 2011